# Charles Raymond
Charles Raymond (1858 – 1930) fue un director y actor cinematográfico británico, activo en la época del cine mudo.

## Biografía
Debutó en el cine en 1904. Pionero del cine mudo, realizó su primer corto, The Smugglers, en ese año. A lo largo de su carrera, que llegó hasta el año 1920, dirigió un total de 85 filmes. 
Dejó el cine en 1920, tras rodar su última cinta, The Great London Mystery, la cual escribió, dirigió e interpretó.
Charles Raymond falleció en Fulham, Londres, en 1930.

## Selección de su filmografía

### Director
- The Smugglers (1904)
- Dick Turpin's Ride to York (1913)
- The Adventures of Dick Turpin: The Gunpowder Plot (1912)
- Robin Hood Outlawed (1912)
- Hamlet (1912)
- Spiritualism Exposed (1913)
- Ju-Jitsu to the Rescue (1913)
- The Finger of Destiny (1914)
- The Mystery of the Diamond Belt (1914)
- The Kaiser's Spies (1914)
- The Great Cheque Fraud (1915)
- The Great London Mystery (1920)

### Guionista
- Spiritualism Exposed, de Charles Raymond (1913)
- The Kaiser's Spies, de Charles Raymond (1914)
- Britain's Secret Treaty, de Charles Raymond (1914)
- The Great Cheque Fraud, de Charles Raymond (1915)
- The Counterfeiters, de Charles Raymond (1915)
- Traffic, de Charles Raymond (1915)
- The Great London Mystery, de Charles Raymond (1920)

### Actor
- Hamlet, de Charles Raymond (1912)
- The Great London Mystery, de Charles Raymond (1920)